# Destradicionalización
En la teoría social, la destradicionalización se refiere a la erosión de la tradición en la religión (secularización, agnosticismo, desafiliación religiosa) y la sociedad en el posmodernismo.
Los individuos suscriptores en las sociedades tradicionales creen en órdenes y valores establecidos, atemporales y autoritarios, por encima del individuo, y en metas alcanzables atemporales. Tales creencias pueden manifestarse como un comportamiento específico.
Los factores que contribuyen a la pérdida de la tradición son la aprobación de la elección y la responsabilidad individuales o del propio individuo "sagrado" (en el sentido del término de Émile Durkheim) en las sociedades democráticas, y la revolución en las comunicaciones. Entre los teóricos que creen que la sociedad está pasando de una modernidad que ha sido mayoritariamente tradicional a una época postradicional está Anthony Giddens.